# Sea Palling
Sea Palling est un village et une paroisse civile du Norfolk, en Angleterre.